# Gouvernement Raffarin II
Ne doit pas être confondu avec Gouvernement Raffarin I ou Gouvernement Raffarin III.
Ve République
Gouvernement Jean-Pierre Raffarin I Gouvernement Jean-Pierre Raffarin III
Le gouvernement Raffarin II est le gouvernement de la République française du 17 juin 2002 au 30 mars 2004. Il est dirigé par le Premier ministre Jean-Pierre Raffarin, sous la seconde présidence de Jacques Chirac (2002-2007). Constitué à la suite des élections législatives de juin 2002 qui ont vu la victoire de la coalition présidentielle, il prend fin après la défaite de la droite aux élections régionales de 2004 pour laisser place au gouvernement Raffarin III.

## Composition du gouvernement
La nomination du Premier ministre et de celle des membres du gouvernement a été annoncée le 17 juin 2002 et publiée au Journal officiel du 18 juin 2002,. Le gouvernement a fait l'objet d'un seul remaniement, le 22 janvier 2004, à la suite de la démission de Pierre Bédier, remplacé par Nicole Guedj. Il a démissionné le 30 mars 2004, à la suite de la défaite de la droite aux élections régionales. Le Premier ministre Jean-Pierre Raffarin a été reconduit pour former son troisième gouvernement.

### Premier ministre
| Image | Fonction         |  | Nom                  | Parti   |
| ----- | ---------------- |  | -------------------- | ------- |
|       | Premier ministre |  | Jean-Pierre Raffarin | DL, UMP |

### Ministres
| Image | Fonction                                                                                    |  | Nom                       | Parti    |
| ----- | ------------------------------------------------------------------------------------------- |  | ------------------------- | -------- |
|       | Ministre de l'Intérieur, de la Sécurité intérieure et des Libertés locales                  |  | Nicolas Sarkozy           | RPR, UMP |
|       | Ministre des Affaires sociales, du Travail et de la Solidarité                              |  | François Fillon           | RPR, UMP |
|       | Garde des Sceaux, ministre de la Justice                                                    |  | Dominique Perben          | RPR, UMP |
|       | Ministre des Affaires étrangères                                                            |  | Dominique de Villepin     | RPR, UMP |
|       | Ministre de la Défense                                                                      |  | Michèle Alliot-Marie      | RPR, UMP |
|       | Ministre de la Jeunesse, de l'Éducation nationale et de la Recherche                        |  | Luc Ferry                 | DVD      |
|       | Ministre de l'Économie, des Finances et de l'Industrie                                      |  | Francis Mer               | DVD      |
|       | Ministre de l'Équipement, des Transports, du Logement, du Tourisme et de la Mer             |  | Gilles de Robien          | UDF      |
|       | Ministre de l'Écologie et du Développement durable                                          |  | Roselyne Bachelot-Narquin | RPR, UMP |
|       | Ministre de la Santé, de la Famille et des Personnes handicapées                            |  | Jean-François Mattei      | DL, UMP  |
|       | Ministre de l'Agriculture, de l'Alimentation, de la Pêche et des Affaires rurales           |  | Hervé Gaymard             | RPR, UMP |
|       | Ministre de la Culture et de la Communication                                               |  | Jean-Jacques Aillagon     | RPR, UMP |
|       | Ministre de la Fonction publique, de la Réforme de l'État et de l'Aménagement de territoire |  | Jean-Paul Delevoye        | RPR, UMP |
|       | Ministre de l'Outre-Mer                                                                     |  | Brigitte Girardin         | RPR, UMP |
|       | Ministre des Sports                                                                         |  | Jean-François Lamour      | RPR, UMP |

### Ministre délégués
| Image | Fonction                                                       | Ministre de rattachement                                                   |  | Nom                  | Parti            |
| ----- | -------------------------------------------------------------- | -------------------------------------------------------------------------- |  | -------------------- | ---------------- |
|       | Ministre délégué au Budget et à la Réforme budgétaire          | Ministre de l'Économie, des Finances et de l'Industrie                     |  | Alain Lambert        | UDF puis UMP     |
|       | Ministre déléguée à l'Industrie                                | Ministre de l'Économie, des Finances et de l'Industrie                     |  | Nicole Fontaine      | UDF puis UMP     |
|       | Ministre délégué aux Libertés locales                          | Ministre de l'Intérieur, de la Sécurité intérieure et des Libertés locales |  | Patrick Devedjian    | RPR, UMP         |
|       | Ministre déléguée aux Affaires européennes                     | Ministre des Affaires étrangères                                           |  | Noëlle Lenoir        | DVG              |
|       | Ministre délégué à la Coopération et à la Francophonie         | Ministre des Affaires étrangères                                           |  | Pierre-André Wiltzer | UDF puis UMP     |
|       | Ministre délégué à l'Enseignement scolaire                     | Ministre de la Jeunesse, de l'Éducation nationale et de la Recherche       |  | Xavier Darcos        | RPR, UMP         |
|       | Ministre déléguée à la Recherche et aux Nouvelles technologies | Ministre de la Jeunesse, de l'Éducation nationale et de la Recherche       |  | Claudie Haigneré     | DVD              |
|       | Ministre délégué aux Commerce extérieur                        | Ministre de l'Économie, des Finances et de l'Industrie                     |  | François Loos        | UDF-PRV, UMP-PRV |
|       | Ministre délégué à la Ville et à la Rénovation urbaine         | Ministre des Affaires sociales, du Travail et de la Solidarité             |  | Jean-Louis Borloo    | UDF-PRV, UMP-PRV |
|       | Ministre délégué à la Famille                                  | Ministre de la Santé, de la Famille et des Personnes handicapées           |  | Christian Jacob      | RPR, UMP         |
|       | Ministre déléguée à la Parité et à l'Égalité professionnelle   | Ministre des Affaires sociales, du Travail et de la Solidarité             |  | Nicole Ameline       | DL, UMP          |

### Secrétaires d’État
| Image | Fonction | Ministre de rattachement                                                                    |  | Nom                                      | Parti            |
| ----- | --- | ------------------------------------------------------------------------------------------- |  | ---------------------------------------- | ---------------- |
|       | Secrétaire d'État aux Relations avec le Parlement, porte-parole du Gouvernement                                                   | Premier ministre                                                                            |  | Jean-François Copé                       | RPR, UMP         |
|       | Secrétaire d'État au Développement durable                                                                                        | Ministre de l'Écologie et du Développement durable                                          |  | Tokia Saïfi                              | DL puis UMP-PRV  |
|       | Secrétaire d'État à la Lutte contre la précarité et l'exclusion                                                                   | Ministre des Affaires sociales, du Travail et de la Solidarité                              |  | Dominique Versini                        | RPR, UMP         |
|       | Secrétaire d'État aux Personnes handicapées                                                                                       | Ministre de la Santé, de la Famille, et des Personnes handicapées                           |  | Marie-Thérèse Boisseau                   | UDF puis UMP     |
|       | Secrétaire d'État aux Petites et moyennes entreprises, au Commerce, à l’Artisanat, aux Professions libérales et à la Consommation | Ministre de l'Économie, des Finances et de l'Industrie                                      |  | Renaud Dutreil                           | UDF-PRV, UMP-PRV |
|       | Secrétaire d'État aux Transports et à la Mer                                                                                      | Ministre de l'Équipement, des Transports, du Logement, du Tourisme et de la Mer             |  | Dominique Bussereau                      | DL, UMP          |
|       | Secrétaire d'État à la Réforme de l'État                                                                                          | Ministre de la Fonction publique, de la Réforme de l'État et de l'Aménagement de territoire |  | Henri Plagnol                            | UDF puis UMP     |
|       | Secrétaire d'État au Tourisme | Ministre de l'Équipement, des Transports, du Logement, du Tourisme et de la Mer             |  | Léon Bertrand                            | RPR, UMP         |
|       | Secrétaire d'État aux Anciens combattants                                                                                         | Ministre de la Défense                                                                      |  | Hamlaoui Mékachéra                       | RPR, UMP         |
|       | Secrétaire d'État aux Personnes âgées                                                                                             | Ministre des Affaires sociales, du Travail et de la Solidarité                              |  | Hubert Falco                             | DL, UMP          |
|       | Secrétaire d'État aux Programmes immobiliers de la justice                                                                        | Garde des Sceaux, ministre de la Justice                                                    |  | Pierre Bédier jusqu'au 22 janvier 2004   | RPR, UMP         |
|       | Secrétaire d'État aux Programmes immobiliers de la justice                                                                        | Garde des Sceaux, ministre de la Justice                                                    |  | Nicole Guedj à partir du 22 janvier 2004 | UMP              |
|       | Secrétaire d'État aux Affaires étrangères                                                                                         | Ministre des Affaires étrangères                                                            |  | Renaud Muselier                          | RPR, UMP         |

### Composition par ordre fonctionnel
- Jean-Pierre Raffarin : Premier ministre
  - Jean-François Copé : secrétaire d'État aux Relations avec le Parlement, porte-parole du Gouvernement
- Nicolas Sarkozy : ministre de l'Intérieur, de la Sécurité intérieure et des Libertés locales
  - Patrick Devedjian : ministre délégué aux Libertés locales
- François Fillon : ministre des Affaires sociales, du Travail et de la Solidarité
  - Jean-Louis Borloo : ministre délégué à la Ville et à la Rénovation urbaine
  - Nicole Ameline : ministre déléguée à la Parité et à l'Égalité professionnelle
  - Dominique Versini : secrétaire d'État à la Lutte contre la précarité et l'exclusion
  - Hubert Falco : secrétaire d'État aux Personnes âgées
- Dominique Perben : garde des sceaux, ministre de la Justice
  - Pierre Bédier, secrétaire d'État aux Programmes immobiliers de la Justice
  - Nicole Guedj, à partir du 22 janvier 2004
- Dominique de Villepin : ministre des Affaires étrangères
  - Noëlle Lenoir : ministre déléguée aux Affaires européennes
  - Pierre-André Wiltzer : ministre délégué à la Coopération et à la Francophonie
  - Renaud Muselier : secrétaire d'État aux Affaires étrangères
- Michèle Alliot-Marie : ministre de la Défense
  - Hamlaoui Mékachéra : secrétaire d'État aux Anciens combattants
- Luc Ferry : ministre de la Jeunesse, de l'Éducation nationale et de la Recherche
  - Xavier Darcos : ministre délégué à l'Enseignement scolaire
  - Claudie Haigneré : ministre déléguée à la Recherche et aux Nouvelles technologies
- Francis Mer : ministre de l'Économie, des Finances et de l'Industrie
  - Alain Lambert : ministre délégué au Budget et à la Réforme budgétaire
  - Nicole Fontaine : ministre déléguée à l'Industrie
  - François Loos : ministre délégué au Commerce extérieur
  - Renaud Dutreil : secrétaire d'État aux Petites et moyennes entreprises, au Commerce, à l'Artisanat, aux Professions libérales et à la Consommation
- Gilles de Robien : ministre de l'Équipement, des Transports, du Logement, du Tourisme et de la Mer
  - Dominique Bussereau : secrétaire d'État aux Transports et à la Mer
  - Léon Bertrand : secrétaire d'État au Tourisme
- Roselyne Bachelot-Narquin[2] : ministre de l'Écologie et du Développement durable
  - Tokia Saïfi : secrétaire d'État au Développement durable
- Jean-François Mattei : ministre de la Santé, de la Famille et des Personnes handicapées
  - Christian Jacob : ministre délégué à la Famille
  - Marie-Thérèse Boisseau : secrétaire d'État aux Personnes handicapées
- Jean-Paul Delevoye : ministre de la Fonction publique, de la Réforme de l'État et de l'Aménagement du territoire
  - Henri Plagnol : secrétaire d'État à la Réforme de l'État
- Hervé Gaymard : ministre de l'Agriculture, de l'Alimentation, de la Pêche et des Affaires rurales
- Jean-Jacques Aillagon : ministre de la Culture et de la Communication
- Brigitte Girardin : ministre de l'Outre-mer
- Jean-François Lamour : ministre des Sports

## Comparaison avec lepremier gouvernement Raffarin
Portefeuilles enrichis ou reformulés :
- Le ministère des Affaires étrangères, de la Coopération et de la Francophonie s'appelle désormais ministère des Affaires étrangères
- Le ministère de la Défense et des Anciens combattants s'appelle désormais ministère de la Défense
- Le ministre délégué au Budget est désormais aussi délégué à Réforme budgétaire
- le ministre délégué à la Ville est désormais aussi délégué à la Rénovation urbaine

Délégations de ministère créées :
- l'Industrie
- la Coopération et la Francophonie
- la Recherche et les Nouvelles technologies
- le Commerce extérieur
- la Famille
- la Parité et l'Égalité professionnelle

Délégations de ministère supprimées :
- l'Enseignement supérieur et la Recherche

Secrétariats d'État créés :
- les Personnes handicapées
- la Réforme de l'État
- le Tourisme
- les Anciens combattants
- les Personnes âgées
- les Programmes immobiliers de la justice
- les Affaires étrangères

Fusion de portefeuilles :
- le secrétariat d'État chargé de la Mer et celui chargé des Transports fusionnent

Changement de ministre, à portefeuille identique :
- la délégation de ministère aux Affaires européennes, précédemment confiée à Renaud Donnedieu de Vabres, est désormais à la charge de Noëlle Lenoir

## Répartition partisane
| Parti                       | Parti                              | Premier ministre | Ministres | Ministres délégués | Secrétaires d'État | Total |  |
| --------------------------- | ---------------------------------- | ---------------- | --------- | ------------------ | ------------------ | ----- |  |
| Répartition le 17 juin 2002 | Répartition le 17 juin 2002        | 1                | 15        | 11                 | 12                 | 39    |  |
|                             | Démocratie libérale                | 1                | 1         | 1                  | 3                  | 6     |  |
|                             | Rassemblement pour la République   |                  | 11        | 3                  | 6                  | 20    |  |
|                             | Divers droite                      | 2                | 1         |                    | 3                  |       |  |
|                             | Union pour la démocratie française | 1                | 3         | 2                  | 6                  |       |  |
|                             | Parti radical valoisien            |                  | 2         | 1                  | 3                  |       |  |
|                             | Divers gauche                      |                  | 1         |                    | 1                  |       |  |
|                             |                                    |                  |           |                    |                    |       |  |
| Répartition le 30 mars 2004 | Répartition le 30 mars 2004        | 1                | 15        | 1                  | 12                 | 39    |  |
|                             | Union pour un mouvement populaire  | 1                | 12        | 7                  | 10                 | 30    |  |
|                             | Divers droite                      |                  | 2         | 1                  |                    | 3     |  |
|                             | Union pour la démocratie française | 1                |           |                    | 1                  |       |  |
|                             | UMP - Parti radical valoisien      |                  | 2         | 2                  | 4                  |       |  |
|                             | Divers gauche                      |                  | 1         |                    | 1                  |       |  |

## Déclaration de politique générale
Le 3 juillet 2002, le Premier ministre obtient la confiance de l'Assemblée nationale par 374 voix pour, 173 contre et 2 abstentions.
| Position   | Groupe | Groupe | Groupe | Groupe | Non-inscrits | Total |
| Position   | COM    | SOC    | UDF    | UMP    | Non-inscrits | Total |
| ---------- | ------ | ------ | ------ | ------ | ------------ | ----- |
| Position   |        |        |        |        | Non-inscrits | Total |
| POUR       | 0      | 0      | 27     | 343    | 4            | 374   |
| CONTRE     | 22     | 139    | 0      | 0      | 12           | 173   |
| ABSTENTION | 0      | 0      | 0      | 0      | 2            | 2     |
| NON-VOTANT | 0      | 2      | 2      | 22     | 2            | 28    |

## Chronologie

### Juin 2002
- 17 juin : Début du deuxième gouvernement de Jean-Pierre Raffarin, Premier ministre
- 20 juin : Le gouvernement français s'engage, avant l'ouverture du sommet de Séville, à ramener ses finances publiques à l'équilibre en 2004.
- Du 21 au 22 juin, sommet de l'Union européenne à Séville en Espagne des chefs d'État et de gouvernement des quinze pays, consacré essentiellement à la maîtrise des flux migratoires :
  - L'Espagne et le Royaume-Uni, principalement, présentent un projet dont le but est d'imposer des sanctions économiques aux pays pourvoyeurs d'immigration illégale. La France et la Suède font échouer le projet.
  - Aucun accord n'a pu être trouvé sur la création d'une Police des frontières commune.
- 25 juin : 
  - Jean-Louis Debré est élu président de l'Assemblée nationale.
  - La Cour de cassation confirme une jurisprudence de 2001 qui refusait au fœtus le statut de personne vivante.
- 27 juin : Remise officielle au Premier ministre Jean-Pierre Raffarin de l'audit sur les finances publiques du gouvernement Jospin : les déficits fin 2002 atteindront 2,6 % au lieu des 1,8 % prévus.

### Juillet 2002
- 2 juillet : Ouverture de la session extraordinaire du Parlement. Un message solennel du président Jacques Chirac est lu par le président de l'Assemblée nationale Jean-Louis Debré et par le président du Sénat Christian Poncelet.
- 3 juillet : Le premier ministre Jean-Pierre Raffarin présente au parlement sa déclaration de politique générale, suivie d'un vote de confiance.
- 4 juillet : Dans l'affaire du sang contaminé, la Chambre d'instruction de la cour d'appel de Paris, prononce un non-lieu général concernant le volet non-ministériel de l'affaire. Le 8, le parquet se pourvoit en cassation.
- 5 juillet : Le président Jacques Chirac nomme une commission de douze sages, présidée par le constitutionnaliste Pierre Avril, chargée de d'examiner le statut pénal du chef de l'État.
- 9 juillet : Dans l'affaire Papon, le tribunal administratif de Paris condamne l'État français à verser un euro symbolique de dommages et intérêts, à la Fédération nationale des déportés et internés résistants et patriotes (FNDIRP), pour sa responsabilité dans les faits reprochés à Maurice Papon.
- 12 juillet : Les ministres de l'Intérieur Nicolas Sarkozy et David Blunkett annoncent la fermeture définitive du centre de Sangatte dans le Pas-de-Calais, d'ici la fin du premier trimestre 2003.
- 14 juillet : Peu avant le défilé du 14 juillet, un jeune homme mêlé dans la foule, Maxime Brunerie, proche du mouvement nationaliste Unité radicale et ancien candidat sur la liste MNR à Paris, tire un coup de feu en direction du président Jacques Chirac, à l'aide d'une carabine 22 long rifle, cependant il est rapidement maîtrisé.
- 18 juillet : L'Assemblée nationale vote le projet de loi d'orientation et de programmation sur la sécurité intérieure. Elle vote aussi le collectif budgétaire pour 2002 qui prévoit, notamment, une baisse de 5 % de l'impôt sur le revenu.
- 25 juillet : La Cour européenne des droits de l'homme, condamne à l'unanimité la France pour procès inéquitable dans l'affaire Papon. Les avocats de Maurice Papon demandent à nouveau sa remise en liberté, faisant valoir son âge (91 ans) et son état de santé.
- 26 juillet :
  - Le Sénat vote le projet de loi d'orientation et de programmation sur la Justice, qui institue la juridiction de proximité et durcit le droit pénal des mineurs.
  - Du 26 au 27 juillet, visite en Corse du ministre de l'intérieur Nicolas Sarkozy, rejoint le 27, par le Premier ministre Jean-Pierre Raffarin. Leur message : refus de la violence et priorité au développement économique, en confirmant le Plan exceptionnel d'investissement de 1,98 milliard d'euros sur quinze ans prévu par le loi du 22 janvier 2002. D'autre part la notion d'« exception Corse » du gouvernement Jospin sera remplacée par la « spécificité Corse » dans le cadre de la nouvelle loi de décentralisation.
- 31 juillet : Vote de la Loi d'orientation et de programmation pour la sécurité intérieure (LOPSI).

### Août 2002
- 1er août : L'Assemblée nationale et le Sénat votent le projet de loi portant création d'un dispositif de soutien à l'emploi des jeunes en entreprise.
- 3 août : L'Assemblée nationale vote le projet de loi d'orientation et de programmation pour la justice, et le projet de loi portant amnistie
- 6 août : Le Conseil des ministres prononce la dissolution du groupuscule nationaliste « Unité radicale » dont était proche, Maxime Brunerie, le responsable de la tentative d'assassinat sur la personne du président Jacques Chirac avant le défilé du 14 juillet.
- Du 17 au 29 août, opération pour la régularisation d'immigrés « sans-papiers ».
  - Le 17, 130 immigrés illégaux d'origine africaine et asiatique occupent la basilique royale de Saint-Denis.
  - Les 24 et 27, à Paris, grande manifestation des « sans papiers », à l'occasion du sixième anniversaire de l'évacuation de l'église Saint-Bernard.
  - Le 27, le ministère de l'intérieur reçoit une délégation, et indique qu'il n'est pas question de régularisation massive, mais seulement des régularisations « au cas par cas ».
- 25 août : Paolo Persichetti, ancien activiste de l'Union des communistes combattants, condamné en Italie en 1991, à 22 ans de prison pour complicité dans l'assassinat, en 1987, du général Licio Georgieri est arrêté en France et extradé vers l'Italie. Il était installé à Paris depuis 11 ans et enseignait la sociologie politique à l'université de Paris VIII. Cette procédure d'extradition est une première depuis 1985.
- 30 août : Visite officielle du ministre de l'Intérieur Nicolas Sarkozy à Bucarest en Roumanie, consacrée à la lutte contre l'immigration clandestine.

### Septembre 2002
- 21 septembre : Le RPR, lors de ses assises extraordinaires, à Villepinte dans la Seine-Saint-Denis, prononce son autodissolution dans le sein du nouveau parti de droite l'UMP (Union pour la majorité présidentielle).
- 24 septembre : L'Union européenne repousse, de deux ans, à 2006 l'échéance fixée pour le retour à l'équilibre budgétaire.

### Octobre 2002
- 15 octobre : L'Assemblée nationale vote le projet d'assouplissement des 35 heures, présenté par le ministre François Fillon.
- 24 octobre : 
  - Installation du nouveau « Haut Conseil à l'intégration » par le Premier ministre Jean-Pierre Raffarin qui déclare : « La France du XXIe siècle porte le métissage en son cœur ».
  - Compromis trouvé, entre le président Jacques Chirac et le chancelier Gerhard Schröder, sur la politique agricole commune, avant l'ouverture du sommet des Quinze à Bruxelles.
- Du 25 au 26 octobre, visite en Corse du ministre de l'Intérieur Nicolas Sarkozy, du garde des Sceaux Dominique Perben, et du ministre des Libertés locales Patrick Devedjian. Ils émettent la proposition d'un référendum sur la transformation de l'île en collectivité territoriale unique.
- 28 octobre : Visite officielle en France du président vietnamien Tran Duc Luong. Il s'agit de la première visite d'un chef d'État du Viêt Nam communiste depuis 1973.

### Novembre 2002
- 4 novembre : du 4 au 25 novembre, dans le cadre de l'Affaire Elf, procès devant la Cour d'appel de Paris, de Roland Dumas, Christine Deviers-Joncour, Gilbert Miara, Loïk Le Floch-Prigent et Alfred Sirven. Jugement prévu pour le 25 janvier 2003.
- 5 novembre : fermeture aux nouveaux arrivants du centre de la Croix rouge de Sangatte dans le Pas-de-Calais. Ils seront évacués par la police le 14 novembre et 76 d'entre eux déposent une demande d'asile.
- 17 novembre : Au Bourget en présence de 15 000 militants et de nombreux invités de marque, congrès fondateur de l'Union pour un mouvement populaire (UMP résultant de la transformation de l'ex Union pour la majorité présidentielle créée au lendemain de l'élection présidentielle. Sont élus Alain Juppé président, Philippe Douste-Blazy secrétaire général et Jean-Claude Gaudin vice-président.
- 19 novembre : Le pourvoi en cassation de José Bové contre sa condamnation à 14 mois de prison pour la destruction en décembre 1999, de plantations de riz transgénique, est rejeté. Il demande la grâce présidentielle à Jacques Chirac.

### Décembre 2002
- 5 décembre : Le président Jacques Chirac inaugure à Paris le « Mémorial national de la guerre d'Algérie et des combats du Maroc et de la Tunisie » en hommage aux 23 000 soldats français et harkis tombés an Afrique du Nord.
- 8 décembre : Dans une élection législative partielle des Yvelines, le candidat UMP Philippe Brillault pour lequel Alain Juppé s'était personnellement engagé, est largement distancé par l'UDF Christian Blanc, qui sera élu au second tour.
- 9 décembre : Signature d'un protocole d'accord, sous l'égide du ministère de l'Intérieur Nicolas Sarkozy, entre la Fédération nationale des musulmans de France (FNMF), la Grande mosquée de Paris et l'Union des organisations islamiques de France (UOIF). Devant les protestations des autres organisations musulmanes, Nicolas Sarkozy décide la réunion d'une « Consultation de l'Islam de France » du 18 au 20 décembre, au château de Nainville-les-Roches (Essonne).
  - L'accord est finalement obtenu le 20.
- 10 décembre : L'Assemblée nationale vote la proposition de loi de l'UMP Pierre Lellouche renforçant l'arsenal législatif antiraciste et relatif à la répression de la « contestation de crimes contre l'humanité ».
- 12 décembre : 
  - Le président Jacques Chirac reçoit le rapport de la « commission de réflexion sur le statut pénal du président de la République », présidée par Pierre Avril. Le texte recommande :
    - d'inscrire dans la Constitution, le principe de l'« inviolabilité » du chef de l'État, tant au pénal qu'au civil.
    - d'instaurer en contrepartie, en cas de « manquement à ses devoirs », une procédure de destitution par le parlement, inspirée par l'« impeachment » américain".

  - Dans l'affaire du financement du RPR, un juge de Nanterre, Alain Philibeaux, engage des poursuites contre X pour « prise illégale d'intérêt » et « recel de prise illégale d'intérêt ».
- 14 décembre : Le ministre de l'Intérieur Nicolas Sarkozy, lors de sa troisième visite en Corse, rencontre une trentaine d'élus à Bastia et annonce la prorogation du statut de zone franche jusqu'en 2006.

### Janvier 2003
- 8 janvier : Le ministre de Affaires étrangères Dominique de Villepin demande que les Américains transmettent, immédiatement, toutes les informations disponibles qu'ils disent détenir aux inspecteurs de la COCONIVU et de l'AIEA, afin de permettre au Conseil de sécurité des Nations unies d'apprécier la réalité des faits.
- 17 janvier : Inauguration du tunnel du Somport entre la France et l’Espagne. Les maires français de la vallée d'Aspe ont boycotté l’évènement.
- 18 janvier : Quatrième visite en Corse du ministre de l’Intérieur Nicolas Sarkozy. Boycotté par les élus nationalistes, il ne parvient pas à mettre d'accord les autres élus sur l'avenir institutionnel de l'île.
- 22 janvier : Cérémonies de commémoration du 40e anniversaire du traité de l'Élysée entre le président de la République De Gaulle et le chancelier Adenauer. Au programme : conseil des ministres conjoint, réunion des douze cents députés des deux pays dans la salle des Congrès du château de Versailles, puis cérémonies à Berlin le lendemain.
- 28 janvier : L'Assemblée nationale vote le projet de loi sur la sécurité intérieure par 381 voix contre 164. Au Sénat, début d'examen du projet de révision des lois de bioéthiques adoptées en 1994.

### Février 2003
- 1er février : 350 000 manifestants dans une centaine de villes de France, pour la défense du régime en place des retraites.
- 2 février : Élections législatives partielles : la socialiste Annick Lepetit l'emporte sur l'UMP Patrick Stefanini dans la dix-septième circonscription de Paris avec 54,82 %, et l'UMP Georges Mothron bat le président du Parti communiste français Robert Hue dans la cinquième circonscription du Val-d'Oise avec 51,78 %.
- 4 février : 25e sommet franco-britannique au Touquet (Pas-de-Calais). Dans le cadre de la future « Europe de la défense », Jacques Chirac et Tony Blair prennent l'engagement de disposer en permanence d'un porte-avions opérationnel, mais ils prennent acte de leurs divergences en ce qui concerne la deuxième guerre en Irak.
- 5 février : Échec des négociations, sur la reprise d'Air Lib, entre le gouvernement français et l'éventuel repreneur néerlandais Inca.
- 8 février : 
  - Du 8 au 9 juin, visite officielle du ministre de l'Intérieur Nicolas Sarkozy, au Mali, qui est un des principaux foyers de l'immigration clandestine vers la France. Il propose le doublement de la prime d'aide au retour.
  - L'hebdomadaire allemand Der Spiegel évoque un « plan secret franco-allemand » de désarmement de l'Irak. Cette information est démentie le 9 février par le gouvernement français puis par le gouvernement allemand.
  - Conférence sur la sécurité à Munich, où la France et l'Allemagne, soutenues par la Russie, subissent de nouvelles attaques verbales de la part du secrétaire d'État américain Donald Rumsfeld. Le lendemain, le président russe Vladimir Poutine déclare : « Il n'y a pas, actuellement, de fondement pour un recours à la force ».
- 10 février : 
  - Du 10 au 12 février, visite en France du président russe Vladimir Poutine avec au centre des conversations : l'Irak
  - Déclaration commune franco-germano-russe : « Il y a encore une alternative à la guerre ». La Chine l'approuve le 11 février.
- Du 11 au 15 février, débat à l'Assemblée nationale sur le projet de réforme des modes de scrutin régional et européen. Tous les partis, sauf l'UMP, y étant opposés, le Premier ministre annonce le 12 février qu'il utilise l'article 49-3. Le 13 le PS, le PC et les Verts déposent une motion de censure. Celle-ci est rejetée le 15 février et la réforme est donc adoptée.
- 12 février : L'Assemblée nationale adopte le projet de loi sur la sécurité intérieure, puis le Sénat l'adopte le 13 février.
- 14 février : Le ministre des Affaires étrangères Dominique de Villepin, prononce à l'ONU, un vibrant plaidoyer contre la guerre et en faveur d'un renforcement des inspections. Il est ovationné par de nombreux représentants de pays ne faisant pas partie du Conseil de sécurité des Nations unies. Colin Powell lui répond : « Plus d'inspecteurs, désolé, ce n'est pas la solution ».
- 17 février : à la suite de l'échec des négociations de reprise, mise en liquidation judiciaire de la compagnie Air Lib : 3 200 salariés se retrouvent au chômage.
- 26 février : Le Parlement débat sans vote au sujet de l'utilisation éventuelle du droit de veto au Conseil de sécurité des Nations unies.

### Mars 2003
- 3 mars : après la mort d'un « jeune délinquant » à l'issue d'une course-poursuite avec les gendarmes, la ZUP de Valdegour, à Nîmes, connaît une nuit d'émeutes.
- 5 mars : l'entreprise France Télécom annonce une perte record de 20,7 milliards d'euros pour l'année 2002.
- 7 mars :
  - Le groupe Vivendi Universal annonce une perte nette record de 23,3 milliards d'euros en 2002.
  - En Corse, Le truand Joseph Menconi réussit une spectaculaire évasion de la prison de Borgo, près de Bastia, grâce à l'intervention extérieure de deux complices armés d'un lance-roquettes.
    - Il sera de nouveau arrêté le 31 mars à Aubagne dans les Bouches-du-Rhône.
- 10 mars : Le président Jacques Chirac annonce, à propos de l'ultimatum américano-hispano-britannique : « Quelles que soient les circonstances, la France votera non ».
- 11 mars : 
  - Le ministre François Fillon attribue 15 millions d'euros pour le reclassement des 830 salariés de l'usine Metaleurop (Noyelles-Godault, Pas-de-Calais) placée en liquidation judiciaire (soit 18 000 € par personne).
  - Le ministre Gilles de Robien annonce son projet de mettre en bourse de 30 à 35 % du capital de Air France.
- 12 mars : Le truand Antonio Ferrara réussit une spectaculaire évasion de la prison de Fresnes, dans le Val-de-Marne, grâce à l'intervention extérieure d'une dizaine de complices armés.
- 13 mars : La fusion du Crédit lyonnais et du Crédit agricole est autorisée par les autorités bancaires (CECEI).
- 17 mars : 
  - Réunion du Congrès constitutionnel à Versailles, lors duquel l'assemblée des députés et des sénateurs, votent le projet de loi constitutionnelle sur la décentralisation par 584 voix contre 278.
  - Ouverture du procès de l'affaire Elf devant le tribunal correctionnel de Paris, qui conclut 8 années d'instruction et de rebondissements. 37 prévenus sont présentés dont Loïk Le Floch-Prigent, Alfred Sirven et André Tarallo.
- 18 mars : Adoption de la Loi pour la sécurité intérieure, dite « loi Sarkozy II ».
- 20 mars : Renforcement du plan Vigipirate après l'annonce de la découverte de deux flacons contenant des traces de ricine dans une consigne de la gare de Lyon à Paris.
- 24 mars : Le président Jacques Chirac présente un plan de lutte contre le cancer pour un montant de 500 millions d'euros sur trois années.

### Avril 2003
- 3 avril : 
  - Journée nationale de défense des retraites : grèves dans la fonction publique, plusieurs centaines de milliers de personnes manifestent dans la rue.
  - L'article de la loi réformant le mode des élections régionales et instaurant un seuil de 10 % des inscrits pour pouvoir se maintenir au second tour, est censuré par le Conseil constitutionnel.
  - Adoption de la loi Robien pour l'investissement locatif.
- 7 avril : Le groupe GIAT industries, spécialiste de la défense, annonce qu'il va supprimer 3 750 emplois et va fermer ses sites de Saint-Chamond et de Cusset.
- 9 avril :
  - Le gouvernement adopte le projet de loi contre la grande criminalité, présenté par le ministre Dominique Perben.
  - Le Parlement européen a voté l'adhésion de dix nouveaux membres à l'Union européenne : Estonie, Lettonie, Lituanie, Pologne, République tchèque, Slovaquie, Hongrie, Slovénie, Chypre, Malte. Ils devraient entrer dans l'Union en 2004.
- 13 avril : Première élection des représentants au nouveau Conseil français du culte musulman avec un taux de participation de 87 %.
- 19 avril : Au Bourget, lors du congrès de l'Union des Organisations islamiques de France, le ministre de l'intérieur, est hué par les participants, lorsqu'il déclare à la tribune que la loi française oblige les femmes à figurer tête nue sur leurs papiers d'identité.
- 24 avril : Le ministre des Affaires sociales François Fillon annonce le nouveau plan de réforme des retraites des fonctionnaires. Ceux-ci devront s'aligner sur le privé à partir de 2008, avec 40 années de cotisation (41 ans en 2020).
- 29 avril : Le gouvernement annonce l'instauration de la PAJE (Prestation d'accueil du jeune enfant), qui sera quasi universelle à partir de 2004.
- 30 avril : Le ministre de l'Intérieur Nicolas Sarkozy présente son nouveau projet de lutte contre l'immigration clandestine, et son projet de référendum en Corse.

### Mai 2003
- 1er mai :
  - Les défilés syndicaux du 1er mai, avec comme premier mot d'ordre « la défense des retraites » regroupent entre 160 000 et 300 000 personnes.
  - Le défilé annuel politique du Front national, en hommage au travail et à Jeanne d'Arc regroupe entre 80 000 et 120 000 personnes. Jean-Marie Le Pen déclare : « Entre le monde islamo-musulman et le monde américano-capitaliste, la France a un rôle à jouer, mais pour cela il faut qu'elle reprenne conscience d'elle-même ».
- 4 mai : Le recteur de la grande mosquée de Paris devient président du Conseil français du culte musulman.
- 9 mai : 5e sommet des chefs d'État et de gouvernement du Triangle de Weimar (France, Allemagne, Pologne), à Wrocław en Pologne. Soutien au président Alexandre Kwasniewski et au gouvernement polonais pour la victoire du « oui » au prochain référendum d'adhésion de la Pologne à l'Union européenne.
- 13 mai : « Journée nationale de défense des retraites » qui voit défiler entre 1 et 2 millions de manifestants.
- 15 mai : 
  - Après une nuit de négociation, le ministre François Fillon finit par rallier la CFDT et la CGC à son projet de réforme. Nouvelles grèves et manifestations les 19 et 25 mai.
  - En pleine campagne générale anti-française des médias américains, l'ambassadeur de France Jean-David Levitte proteste dans une lettre au gouvernement américain contre une « campagne de désinformation qui vise à ternir l'image de la France ».
- 16 mai : 17e congrès du PS français à Dijon (Côte-d'Or). Résolution exigeant le retrait du projet de réforme des retraites et des « mesures Ferry » sur l'Éducation nationale. Le 22, François Hollande est réélu premier secrétaire avec 84,74 % des voix. 19 fédérations sur 102 passent à l'opposition.
- 17 mai : Réunion des ministres des finances des pays du G8, à Deauville.
- 18 mai : Dans le cadre de l'affaire Alègre, l'ancien maire de Toulouse, Dominique Baudis, actuel président du CSA, révèle que son nom est cité dans l'enquête, et dénonce une « effarante machination », qui serait selon lui liée « aux milieux liés à l'industrie pornographique ».
- 20 mai : Durcissement de la grève des enseignants vis-à-vis de la réforme vers une décentralisation de l'éducation, proposée par Luc Ferry et celle des retraites proposée par François Fillon.
- 21 mai : 
  - Du 21 au 24 mai, visite officielle du Premier ministre Jean-Pierre Raffarin, au Canada, dans la perspective du prochain sommet du G-8 à Évian.
  - À Paris, le président Jacques Chirac, les ministres des Affaires étrangères Dominique de Villepin, Joschka Fischer et Igor Ivanov, annonce que la France, l'Allemagne et la Russie, voteront le projet de résolution américano-britannique sur l'Irak.
- 25 mai : Manifestation rassemblant entre 350 000 (police) et 800 000 (syndicats) manifestants du service public et du service privé à Paris contre les projets de MM. François Fillon et Luc Ferry concernant l'augmentation de la durée des cotisations retraites et la décentralisation de la gestion des personnels de l'Éducation nationale (sauf enseignants).
- 27 mai : Dans le cadre de l'affaire Alègre, le procureur de Toulouse, annonce qu'il est mis en cause dans l'affaire. Il est remplacé le 28.
- 28 mai : Adoption en Conseil des ministres du projet de réforme des retraites. Le 29, le gouvernement décide du report à l'automne de son projet de réforme des universités.
- 29 mai : Premières manifestations des altermondialistes contre le prochain sommet du G8 à Évian-les-Bains en Haute-Savoie.

### Juin 2003
- 1er juin : du 1er au 3 juin, à Évian-les-Bains (Haute-Savoie), sommet du G8 élargi à onze « pays émergents » dont la Chine, l'Inde et à des États arabes, africains et latino-américains.
- 2 juin : 
  - Ouverture devant la Cour d'assises spéciale de Paris, du procès des huit membres du commando ayant assassiné le préfet Claude Érignac en Corse.
  - Manœuvres de simulation de guérilla urbaine à Clermont-Ferrand en Auvergne, impliquant le survol, le vol stationnaire, l'atterrissage dans le jardin public principal de la ville d'hélicoptères ont été faites du 2 juin au 6 juin toutes les nuits durant.
- 3 juin : Nouvelle journée de grève dans la fonction publique et nouvelles manifestations contre le projet de réforme des retraites.
- 4 juin : Le Comité politique et de sécurité (COPS) décide d'envoyer une Force multinationale intérimaire d'urgence, sous commandement français, dans la province d'Ituri au nord-est de la République démocratique du Congo (RDC). C'est la première opération militaire menée hors d'Europe par l'Union européenne, sans participation de l'OTAN.
- 9 juin : Les soldats français commencent à évacuer les ressortissants étrangers à Monrovia au Libéria.
- 10 juin : Nouvelle journée de mobilisation contre la réforme des retraites, alors que s'ouvre le débat à l'Assemblée nationale.
- 15 juin : Plusieurs dizaines de milliers de personnes manifestent à Paris, contre les grèves.
- 16 juin : Au salon aéronautique du Bourget, Airbus annonce avoir décroché un contrat historique de 12,5 milliards de dollars avec la compagnie Emirates.
- 17 juin : 165 membres de l'Organisation des Moudjahiddin du Peuple Iranien (OMPI, mouvement d'opposition au régime de Téhéran), soupçonnés par les pouvoirs publics de préparer des « actions terroristes », sont arrêtés dans les Yvelines et dans le Val-d'Oise. Un important mouvement de protestation démarre dans la communauté.
- 18 juin :
  - Dans l'affaire du sang contaminé, la Cour de cassation confirme le non-lieu général, prononcé par la Cour d'Appel de Paris le 4 juillet 2002.
  - Dans l'affaire du Crédit Lyonnais, le tribunal correctionnel de Paris relaxe Jean-Claude Trichet, levant ainsi le dernier obstacle à la nomination de celui-ci à la présidence de la Banque centrale européenne (BCE).
  - À la suite de la rafle du 17 juin, en Île-de-France, contre les membres de l'OMPI, trois personnes tentent de s'immoler par le feu.
- 19 juin : Une femme qui s'était immolée la veille par le feu en signe de protestation contre la rafle du 17 juin des membres de l'OMPI, meurt de ses brûlures.
- 21 juin : 
  - À la suite de la rafle du 17 juin contre les membres de l'Organisation des Moudjahiddin du Peuple Iranien, 17 personnes sont mises en examen et écrouées, dont Maryam Radjavi, épouse du chef du mouvement. Celle-ci est libérée le 3 juillet après une grève de la faim de nombreux partisans.
  - En visite en Corse pour soutenir le oui au référendum du 6 juillet, le Premier ministre Jean-Pierre Raffarin et le ministre de l'Intérieur Nicolas Sarkozy, sont vivement pris à partie à l'aéroport de Bastia Poretta, par une centaine d'opposants à la réforme des retraites.
- 22 juin : Interpellation spectaculaire du leader altermondialiste José Bové (élu en 2009 député européen au poste de vice-président de la commission Agriculture et développement rural) à son domicile de Potensac (Larzac, Aveyron). Il est conduit directement, en hélicoptère, à la maison d'arrêt de Villeneuve-lès-Maguelone (Hérault), où il doit purger une peine de 10 mois de prison pour arrachage de riz et de maïs transgéniques au sein du mouvement des Faucheurs volontaires.
- 23 juin : À l'occasion du 275e anniversaire de la franc-maçonnerie, le président Jacques Chirac reçoit au palais de l'Élysée, les grands maîtres des différentes obédiences maçonniques.
- 26 juin : Les ministres de l'Agriculture de l'Union européenne, réunis à Luxembourg, concluent un accord de compromis sur la réforme de la politique agricole commune ouvrant la voie à un nouveau système de subventions.
- 28 juin : Le médiatique procureur de la République Éric de Montgolfier révèle dans une interview au journal Le Monde que la Chancellerie lui avait proposé d'être promu au poste d'avocat général à Versailles contre l'obtention de sa démission. Une promotion-sanction que l'intéressé a refusé.

### Juillet 2003
- 2 juillet : la Cour d'appel de Paris ordonne la remise en liberté de Maryam Radjavi contre une caution de 80 000 €.
- 4 juillet : En Corse, Yvan Colonna est arrêté dans une bergerie de Porto-Pollo en Corse du sud, et incarcéré à la prison de la Santé à Paris. Il était recherché depuis le 23 mai 1999.
- 6 juillet : En Corse, référendum sur la création d'une collectivité territoriale unique : participation 60,52 %, le non l'emporte avec 50,98 % des voix.
- 10 juillet : L'Assemblée nationale vote le projet de loi de Nicolas Sarkozy sur l'immigration. Le volet réformant la double peine est voté à l'unanimité : il réduit les possibilités d'expulsion des délinquants étrangers nés ou entrés en France avant l'âge de treize ans.
- 11 juillet : Dans l'Affaire du préfet Érignac, le verdict du procès condamne : à la réclusion criminelle à perpétuité, Alain Ferrandi et Pierre Alessandri, à 30 ans de prison, Jean Castela et Vincent Andrinzzi, et à des peines de 15 à 25 an de prison, quatre autres condamnés.
- 19 juillet : À Ajaccio, plusieurs milliers de manifestants contre les verdicts du procès de l'affaire du Préfet Érignac.
- 20 juillet : Deux bombes explosent à Nice vers 2 h 30 du matin à quelques minutes d'intervalle à la perception principale. Des gens descendus dans la rue à la suite de la première explosion sont blessés par la seconde. Ces deux attentats sont causent 16 blessés et sont revendiqués par l'ex-FLNC.
- 23 juillet : Du 23 au 25 juillet, visite officielle du président Jacques Chirac en Nouvelle-Calédonie.
- 24 juillet : L'Assemblée nationale vote définitivement le plan du ministre François Fillon sur les retraites.
- 26 juillet : Du 26 au 28 juillet, visite officielle du président Jacques Chirac en Polynésie.
- 27 juillet : Sur le plateau de la chaîne de télévision France 2, le ministre des Affaires étrangères, Dominique de Villepin tente de mettre au terme à la polémique grandissante sur les conditions d'une opération menée en secret par les services du ministère des Affaires étrangères, sur le fleuve amazone, au Brésil dans le but de délivrer Íngrid Betancourt, otage des FARC depuis février 2000. Il dément tout contact avec les ravisseurs.
- 28 juillet : De gigantesques incendies, essentiellement d'origines criminelles, dévastent le massif des Maures et la région de Sainte-Maxime dans le Var.
- 29 juillet : 45 stèles du cimetière de guerre de Saint-Aubert ont été brisées et/ou renversées.
- 30 juillet : 
  - Le ministre de l'agriculture, Hervé Gaymard, confirme une aide de l'état de 37 millions d'euros aux éleveurs. La sécheresse de cet été occasionne un manque de fourrage dans le sud de la France.
  - Trois membres de l'ETA sont arrêtés à Cahors.

### Août 2003
- 2 août : 
  - Le leader syndical paysan, José Bové, est libéré après 40 jours de détention à la maison d'arrêt de Maguelonne près de Montpellier, mais avec une assignation à résidence après 3 semaines de prison.
  - Les 2 et 3 août, en Corse, 22e Journées internationales de Corte lors desquelles Yvan Colonna, le meurtrier présumé du préfet Érignac est célébré comme un héros. Dans la nuit, la stèle du préfet Érignac, à Ajaccio est brisée.
- 8 août : Du 8 au 10 août, grand rassemblement altermondialiste Larzac 2003 : sur la causse du Larzac : 150 000 à 300 000 participants. José Bové, récemment sorti de prison, y tient la vedette.
- 12 août : Fin de la canicule en France qui a été la plus importante vague de chaleur depuis l'été 1947. Selon la direction générale de la Santé, la vague de chaleur a provoqué directement ou indirectement une surmortalité de 14 802 morts pour la France entière. Au-delà de la surmortalité chez les personnes les plus fragiles, la gestion de la canicule a révélé une vision darwinienne[6] de la politique du gouvernement. Au-delà du nombre de décès, comparable en proportion à ce que les voisins européens connurent, ont transparu les conceptions naturalistes de la politique libérale du moment - c'est la nature, on ne peut rien - qui s'étaient traduit plus tôt par la réduction des prises en charge des personnes isolées sans laquelle le nombre des victimes eût été beaucoup moins important.
- 13 août : 
  - Dans l'affaire de l'attentat de Lockerbie, un accord entre les familles des victimes et le gouvernement de la Jamahiriya arabe libyenne, a été signé à Londres, par lequel les autorités libyennes s'engagent à payer 2,7 milliards de dollars, en échange de la levée des sanctions de l'ONU et des États-Unis.
  - La France, dans l'affaire de l'attentat contre le DC-10 au-dessus du Ténéré (vol 772-UTA) en 1989, réclame une réévaluation des 35 millions de dollars accordés en 1999 aux familles des victimes.
- 14 août : Attentat à la bombe à Ajaccio : 5 blessés.
- 17 août : Attentat à Bastia : 1 blessé.
- 18 août : Le premier bilan de la canicule estimant cinq milliers de morts, est considéré comme une hypothèse plausible par le ministre de la Santé Jean-François Mattei qui met en cause le directeur général de la Santé, le professeur Lucien Abenhaïm. Celui-ci démissionne et contre-attaque. La polémique tourne à la crise politique et on peut commencer à parler d'affaire de la canicule.
- 21 août : Le président Jacques Chirac, dans une allocution télévisée annonce un plan d'aide aux personnes âgées.
- 22 août : Le Premier ministre Jean-Pierre Raffarin, reçoit les représentants de certains syndicats agricoles et leur annonce une aide de 500 millions d'euros, destinée à compenser une partie des pertes (1 à 4 milliards d'euros) dues à la sécheresse. La confédération paysanne et son leader José Bové protestent de ne pas avoir été reçus.
- 23 août : Au Stade de France de Saint-Denis, lors de la cérémonie d'ouverture des 9echampionnats du monde d'athlétisme, une partie de l'assistance siffle et conspue le Premier ministre Jean-Pierre Raffarin.
- 24 août : Un ancien sympathisant de FLNC, Maurice Galeani est assassiné en plein Ajaccio.
- 25 août : 4 détenus de droit commun s'évadent de la maison d'arrêt d'Ajaccio, et un autre centre de détention est la cible d'un attentat.
- 26 août : Dans l'affaire du préfet Érignac, Marc Simeoni, un des fils d'Edmond Simeoni, figure historique de l'autonomie corse, est arrêté dans le cadre de l'enquête sur les complicités dont aurait bénéficié Yvan Colonna dans sa cavale.
- 29 août : L'INVS (Institut national de veille sanitaire) fait état de 11 435 décès qui serait dus à la canicule.

### Novembre 2003
- 17 novembre : Le ministère de l'intérieur, dirigé par Nicolas Sarkozy, fixe un arrêté portant approbation du règlement technique fixant les conditions d’agrément des machines à voter[7].

### Mars 2004
- 9 mars 2004: Promulgation de la loi « portant adaptation de la justice aux évolutions de la criminalité », dite loi Perben II, qui introduit notamment la notion d'un « plaider coupable », ainsi que d'un « stage de citoyenneté » comme peine alternative à la prison, et permet une prolongation de la garde à vue jusqu'à 96 heures.
- 30 mars 2004 : à la suite de la défaite de la droite aux élections régionales, Jean-Pierre Raffarin présente la démission de son gouvernement, qui est formellement acceptée[4] ; il est toutefois nommé à nouveau Premier ministre[8] et forme un nouveau gouvernement.

### Juin 2004
- Loi pour la confiance dans l'économie numérique